# Conrad l'Ancien
Conrad de Lahngau, né entre 845 et 860, est le fils d'Udo († 879), comte de Lahngau en 886. Il est le frère de Gebhard de Franconie, qui est fait duc de Lotharingie en 903. Fait brièvement duc de Thuringe en 892, il conserve le Lahngau lorsque sa mère meurt en 901, à Fritzlar. 
Le 27 février 906, il meurt lors d'un combat à Fritzlar avec ses rivaux de la lignée des Babenberg pour le duché de Franconie. Son fils Conrad Ier de Germanie, né vers 880/890 de Glismonde, supposée fille d'Arnulf de Carinthie, sort vainqueur de ce combat et devient duc de Franconie. Il est couronné roi de Francie orientale quelques années plus tard.